# Littrow (cratère)
Pour les articles homonymes, voir Littrow.
Littrow est un cratère d'impact sur la face visible de la Lune, en bordure de Mare Serenitatis. il est nommé d'après Joseph Johann Littrow.